# Dorylus congolensis
Dorylus congolensis é uma espécie de formiga do gênero Dorylus.